# 굿잡 (드라마)
Genie TV(지니 TV)의 오리지널 콘텐츠《굿잡》(Good Job!)은 2022년 8월 24일부터 2022년 9월 29일까지 방송되었던 ENA의 수목 드라마 작품이다.

## 기획 의도
재벌과 탐정 이중생활을 오가는 초재벌 탐정 ‘은선우’와 푸어우먼 ‘돈세라’가 만나 펼치는 로맨틱 탐정 수사를 그린 작품이다.

## 제작진

### 연출
- 강민구
- 김성진

### 극본
- 김정애 : ( KBS2 드라마시티 《무공족구외전》(집필) 등 집필 )
- 권희경

### 크리에이터
- 류승진 : ( 영화 《도망자》(촬영감독), 영화 《원피스》(촬영감독), 영화 《여고괴담 3: 여우계단》(연출부), 영화 《댄서의 순정》(스토리보드), 영화 《미스터 주부퀴즈왕》(스토리보드), 영화 《기다리다 미쳐》(각본&감독), 드라마 《티아라와 윤시윤의 부비부비》(연출), OCN 주말 오리지널 드라마 《프리스트》(연출), OCN 주말 특별기획 드라마 《보이스 3》(연출), tvN 드라마스테이지 《모두 그곳에 있다》(연출), OCN 주말 특별기획 드라마 《트레인》(연출) 등 연출 )

## 등장인물

### 주요 인물
- 정일우 : 은선우 역 - 재벌 위에 초재벌이라 불리는, 용남시의 경제를 떠받들고 있다고 해도 과언이 아닌 은강그룹의 회장이다. 영특한 두뇌, 잘생긴 외모, 실전용 근육, 타고난 운동 신경 등 겉으로 보면 모든 걸 갖춘 재벌 2세지만, 인간미가 조금 부족하다는 말을 듣는다. 궁금한 것을 못 참아 끝내 해결해야 직성이 풀리는 성격으로 수수께끼, 어려운 난제, 미해결 사건 등을 파고들고 이를 해결하는 데서 쾌감을 얻는다. 회장 선우일 때는 지극히 단정하고 반듯하고 착실하지만 탐정으로 활동할 때의 모습은 180도 달라진다. 외모와 복장에서 차이가 나는 것은 물론, 잘난 척과 막말이 튀어나오기도 하는 오만방자 재수떼기로 돌변하는 것이다.

- 권유리 : 돈세라 역 - 독수리보다 더 좋은 시력을 가진 초시력 능력자, 보육원에서 자란 세라는 어린 시절, 자신이 본 것을 이야기하면 선생님과 아이들로부터 거짓말쟁이라는 말을 들었다. 자신의 시력이 특별하다는 걸 알게 된 후 사람들 앞에서는 뺑뺑이 안경을 쓰며 보이지 않는 척 눈을 감고 살았다. 안경을 벗고 초시력으로 집중하는 1분 동안은 1km 밖에 있는 것도 코앞에 있는 것처럼 볼 수 있다. 현재는 들어오는 일을 닥치지 않고 하는 '프로 N잡러'로 살고 있다. 초시력을 이용해 포상금 '포파라치' 일도 한다. 세라가 이토록 돈을 버는 것에 집착하는 이유는 바로 매년 보호 종료 아동이 되어 나오는 동생들에게 보금자리를 마련해 주기 위해서다.

- 음문석 : 양진모 역 - 선우의 이중생활을 알고 있는 베프중의 베프, 선우와는 비교가 되지 않지만 나름 풍족한 집안에서 어릴 때부터 수재로 이름을 날렸다. 직업변호사로서 승률이 별로 좋지 않지만 그건 주로 돈 안 되는 사건들만 해결하기 때문. 변호사 뿐 아니라 뛰어난 해커실력을 자랑하는 천재 해커로 선우의 부캐인 탐정활동을 돕고 있는 진정한 조력자다. 싸움도 연애도, 책과 교재로만 익혀 실전에 약한 것이 흠이라면 흠!

- 송상은 : 사나희 역 - 빵야빵야 대표&세라의 절친, 조금 다혈질인 게 흠이라면 흠인 여장부로, 세라의 절친이다. 초딩 때부터 세라 옆에서 때로는 언니처럼, 때로는 친구처럼 지내왔다. 오지랖을 부리는 세라를 늘 걱정하고 훈계를 두지만, 세라에게 문제가 터지면 바로 두 주먹 불끈 쥐고 달려나간다. 한때는 뒷골목 핵주먹의 소유자, 여자 마동석으로 유명세를 떨쳤으나 거친 생활을 청산하고 사람 대신 밀가루를 치대는 제빵사가 됐다. 탐정사무소 1층에 위치한 베이커리 빵야빵야 대표로 새로운 인생을 살아가고 있다.

### 은선우 주변인물
- 조영진 : 강완수 역 - 은강그룹 부회장 & 태준의 아버지, 오래전 선우의 아버지인 은회장과 함께 지금의 은강그룹을 이룬 일등공신. 강부회장에게 은강은 단순한 회사가 아닌 그가 평생을 바쳐 일궈낸 분신과도 같은, 그의 삶 자체였다. 은강그룹에 도움이 되지 않는다면 그 무엇도 가차 없이 쳐낼 수 있다. 그것이 외아들 태준일지라도. 만만하게 봤던 젊은 회장 은선우가 과거 사건을 파고 다니자, 머리가 아파온다. 그 누구라도 과거 자신의 치부를 드러내는 것은 도저히 참을 수 없다. 그것이 회장 은선우라면 더더욱.

- 윤선우 : 강태준 역 - 부회장의 아들, 금수저에 훤칠한 키와 외모, 겉만 봐서는 선우와 다를 바 없어 보이지만 어린 시절부터 선우와 지겹게 비교당해 온 설움과 열등감은 여전히 현재진행형이다. 선우를 밟아버리고 아버지의 기대에 부응하려니 능력은 한참 모자라고, 상처받은 자존심과 회복 불능 콤플렉스를 안하무인 행동으로 풀곤 한다. 그의 인생에 브레이크를 거는 선우를 증오한다.

- 이준혁 : 홍 실장 역 - 은강그룹 비서실장, 선우의 아버지 때부터 비서실을 지켜온 인물이다. 도통 생각을 읽을 수 없는 무표정한 얼굴의 소유자. 그러다 갑자기 아재개그를 내뱉어 주위를 혼란스럽게 한다. 선우에게 때로는 아버지처럼, 때로는 스승처럼 대하려고 하지만 도통 먹히지 않아 살짝 기분이 상하기도 한다. 겨우 1년차 회장인 선우가 지금의 자리를 유지할 수 있는 건 홍비서의 조력 덕분이다.

### 그 외 인물
- 홍우진 : 김재하 / 김남규 역 - 몸에 밴 매너, 호감형의 외모로 강부회장의 무한 신뢰를 받고 있는 인물이다. 강부회장의 지시로 강태준의 비서로 일하며 그가 일으키고 다니는 온갖 문제를 해결하는 것 역시 그의 몫이다. 힘들 법도 한데 좀처럼 감정을 드러내지 않는다.

- 차래형 : 한광기 역 - 용남 경찰서 강력계 형사, 세라와 함께 보육원에서 자란 남매 같은 사이다. 세라를 위해서라면 불길이라도 뛰어들 수 있는 순정파. 겉보기엔 단순무식 무대뽀 스타일이지만, 세심한 촉 또한 뛰어나다. 세라가 최근 초시력을 이용해 포상금을 받는 걸 알고 눈에 불을 켜며 감시를 한다. 초시력을 사용하다 자칫하면 정신을 잃기도 하고, 실명이 될 위험도 있기 때문이다.

- 신연우 : 이동희 역 - 광기의 동료 형사, 사수인 광기를 선배로 동료로 남자로 좋아하고 존경한다. 형사란 모름지기 저래야 한다고 생각한다. 그런 광기와 함께 실적도 올렸고 실패도 맛봤고 좌절도 하며 오늘에 이르렀다. 여리여리 나약해 보이지만 광기를 앞뒤로 백업하는 든든한 열혈 형사다.

- 김정화 : 은선우의 어머니 역
- 우강민 : 빵야빵야의 고객 역
- 신고은 : 오아라 역
- 이나라 : 박은정(수간호사) 역
- 미상 : 장민수 역
- 배은우 : 라민지 역
- 미상 : 매니저 역
- 미상 : 장한별 역
- 민채은 : 한수아 역
- 강서경 : 연주 역
- 미상 : 강완수의 운전기사 역
- 미상 : 김남규 역
- 미상 : 괴한 역

## 시청률
최저 시청률과 최고 시청률은 시청률 조사회사와 지역별로 시청률에 차이가 있을 수 있습니다.
| 2022년 | 2022년   | 2022년         | 2022년       |
| 회차   | 방송일   | AGB 시청률     | AGB 시청률   |
| 회차   | 방송일   | 대한민국(전국) | 수도권(서울) |
| ------ | -------- | -------------- | ------------ |
| 제1회  | 8월 24일 | 2.322%         | 2.205%       |
| 제2회  | 8월 25일 | 2.219%         | 2.124%       |
| 제3회  | 8월 31일 | 2.330%         | 2.383%       |
| 제4회  | 9월 1일  | 3.175%         | 3.079%       |
| 제5회  | 9월 7일  | 2.056%         | 2.243%       |
| 제6회  | 9월 8일  | 2.251%         | 2.456%       |
| 제7회  | 9월 14일 | 2.150%         | 2.586%       |
| 제8회  | 9월 15일 | 2.853%         | 3.203%       |
| 제9회  | 9월 21일 | 2.078%         | 2.205%       |
| 제10회 | 9월 22일 | 2.508%         | 2.545%       |
| 제11회 | 9월 28일 | 2.130%         | 2.549%       |
| 제12회 | 9월 29일 | 2.296%         | 2.715%       |

## 참고사항
- 이준혁, 정일우, 유리는 2021년에 방송된 MBN 주말드라마 《보쌈 - 운명을 훔치다》 이후로 1년만에 재회하는 작품이다.
- 조영진, 이준혁, 홍우진은 2016년에 방송된 SBS 월화드라마 《육룡이 나르샤》 이후로 6년만에 재회하는 작품이다.

## 같이 보기
- Genie TV의 오리지널 콘텐츠 목록